# 蔓延龙胆
蔓延龙胆（学名：Gentiana expansa），又名盐丰龙胆，是龙胆科龙胆属的植物，为中国的特有植物。分布于中国大陆的云南等地，生长于海拔1,100米至2,100米的地区，多生长于山坡林缘、草地或石质山坡，目前尚未由人工引种栽培。